# هارون كروفورد
هارون كروفورد (بالإنجليزية: Aaron Crawford)‏ هو لاعب كرة القدم الكندية كندي، ولد في 23 سبتمبر 1986 في مدسين هات في كندا.